# József Attila Színház

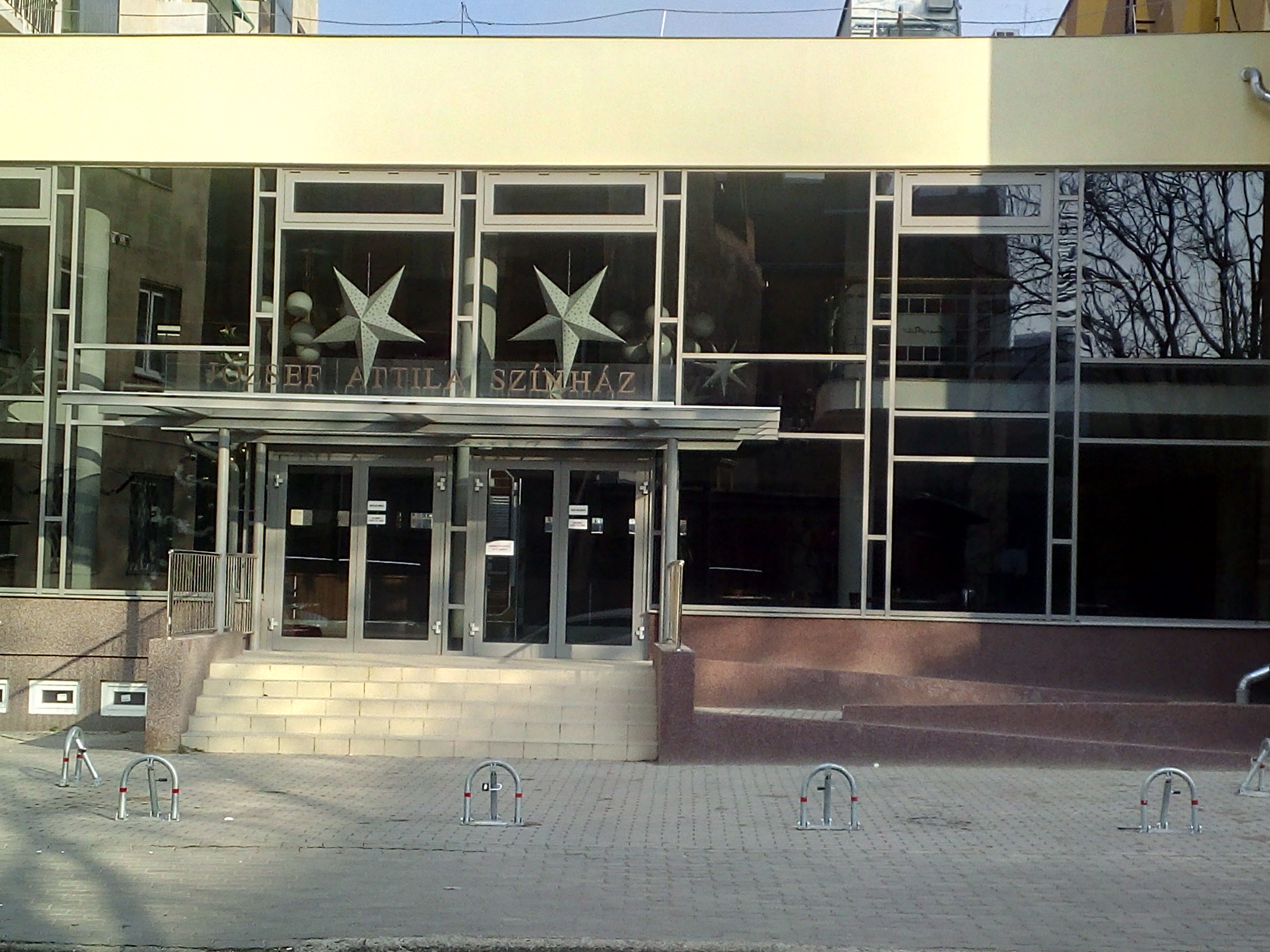
A József Attila színház bejárata (Déryné köz)

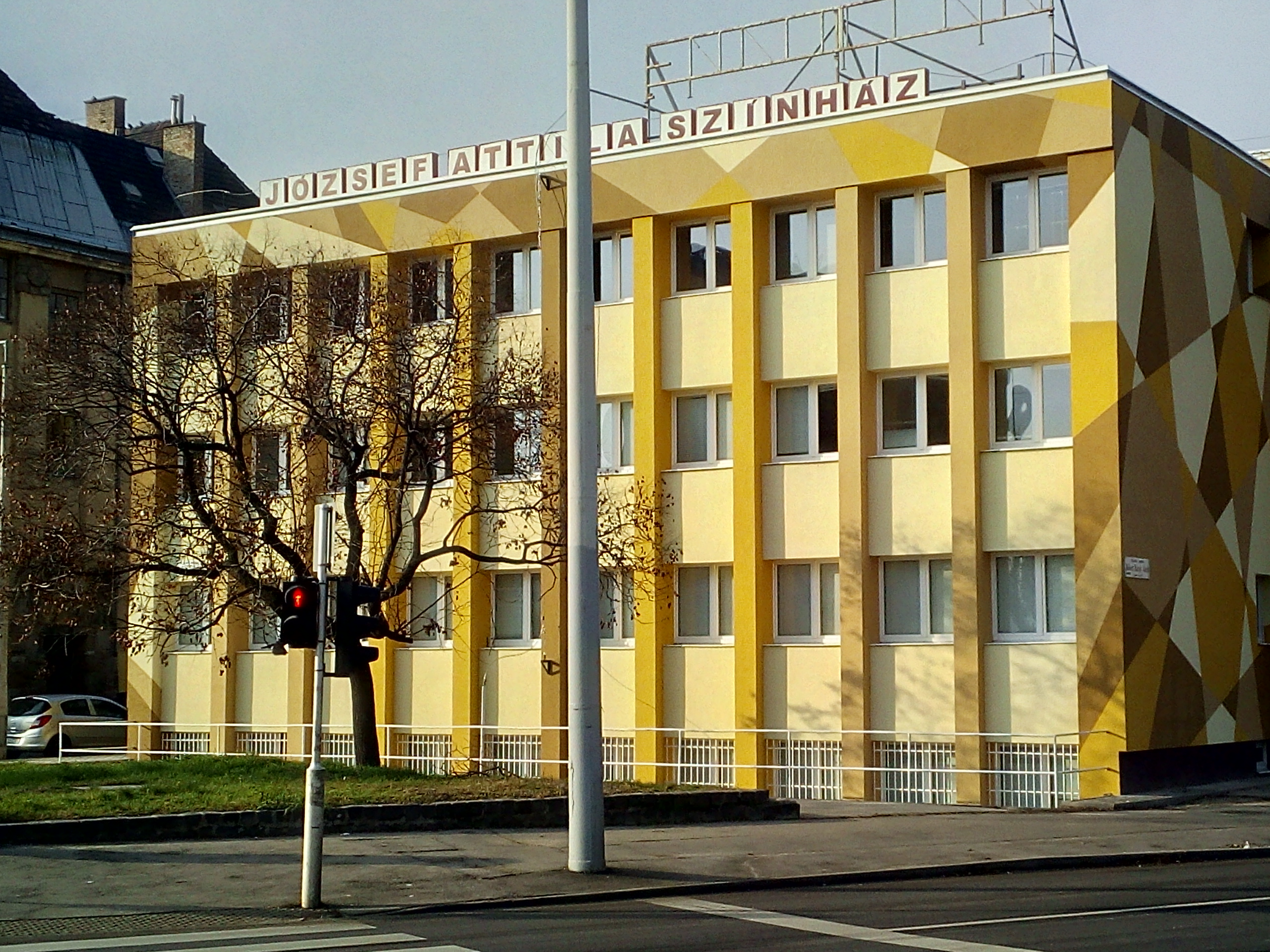
A József Attila színház Róbert Károly körúti oldala

A József Attila Színház Budapesten, a 13. kerületben, a Váci út 63. sz. alatt működő színház. 1955-től lett József Attila Színház a neve. Az épületet eredetileg művelődési háznak szánták, korábban operettszínházként a Déryné Színpad, majd a Magyar Néphadsereg Színháza Kamaraszínháza működött benne. 1956-ban lett önálló.

## Története

### Előzmények
1954 októberében a Magyar Néphadsereg Színháza kamaraszínpadot kapott a Váci út 63. szám alatti kultúrház Erkel-termében, ahol már előzőleg, 1953 december 10-e óta működött egy színház a XIII. kerületi Tanács védnöksége alatt Déryné Színpad néven, amely ez idő alatt operetteket játszott.
A Néphadsereg Színházán belül nemsokára megindult egy új színház szerveződése.

### A József Attila Színház
1955 márciusában új színház alakult József Attila nevével. A társulat különböző kultúrotthonokban játszott, állandó telephelye nem volt. Igazgatója Szendrő József volt, főrendezője Berényi Gábor. A Magyar Néphadsereg Színháza ezután hamarosan egybeolvasztotta a József Attila Színházat a Déryné Színházzal a Néphadsereg Színháza kamaraszínházaként, telephelye a Váci úti épület lett. 1955 szeptemberétől már itt, az új helyen játszottak, bár továbbra is rendszeresen fölléptek kultúrházakban is. 1956. augusztus 1-től a József Attila Színház önálló lett, igazgatónak Fodor Imrét nevezték ki.
A kultúrpolitika akkori koncepciója szerint széles tömegeket elérni kívánó, népszínházi feladatkört ellátó színház volt, így elsősorban zenés és sikerdarabok, krimik, könnyebb fajsúlyú előadások szerepeltek a repertoárban.
1975–1982 között Miszlay István, 1982-től 1990-ig Szabó Ervin, majd 2010-ig Léner Péter, 2010-től pedig Nemcsák Károly igazgatja a színházat.
2021-től a színház ismét önálló társulattal rendelkezik, amelyet 2011-ben anyagi okokból kellett megszüntetni.

### Korábbi nevezetes társulati tagok
- Andorai Péter
- Bács Ferenc
- Bakó Márta
- Bánffy György
- Báró Anna
- Békés Rita
- Benkő Péter
- Berényi Gábor
- Bodrogi Gyula
- Borbás Gabi
- Csákányi László
- Dömsödi János
- Esztergályos Cecília
- Fodor Imre
- Galambos Erzsi
- Gobbi Hilda
- Harkányi Endre
- Hegyi Barbara
- Horváth Gyula
- Horváth Sándor
- Iglódi István
- Józsa Imre
- Káldi Nóra
- Kállay Ilona
- Kaló Flórián
- Kazán István
- Komlós Juci
- Kránitz Lajos
- Mádi Szabó Gábor
- Makay Sándor
- Margitai Ági
- Martin Márta
- Náray Teri
- Örkényi Éva
- Pálos Zsuzsa
- Pécsi Ildikó
- Ráday Imre
- Schnell Ádám
- Schütz Ila
- Sinkovits Imre
- Szabó Éva
- Szabó Ottó
- Szemes Mari
- Szerencsi Éva
- Szilágyi Tibor
- Szirtes Tamás
- Sztankay István
- Tordai Teri
- Tóth Judit
- Turgonyi Pál
- Vándor Éva
- Velenczey István
- Voith Ági

## A színház igazgatói
|  | Szendrő József (1954–1955) |
|  | Fodor Imre (1956–1975)     |
|  | Miszlay István (1975–1982) |
|  | Szabó Ervin (1982–1990)    |
|  | Léner Péter (1990–2010)    |
|  | Méhes László (2010–2011)   |
|  | Koltay Gábor (2011)        |
|  | Nemcsák Károly (2011–)     |

## Társulat (2025/2026)

### Vezetés
- Igazgató: Nemcsák Károly
- Művészeti vezető: Hargitai Iván
- Dramaturg: Szokolai Brigitta
- Művészeti főtitkár: Fazekas Zsuzsa

### Színészek
- Blazsovszky Ákos
- Botár Endre
- Chajnóczki Balázs
- Fehér Anna
- Fekete Gábor
- Fila Balázs
- Horváth Barnabás
- Horváth Csenge
- Horváth Sebestyén Sándor
- Kiss Gábor
- Kónya Merlin Renáta
- Kucskár Kamilla
- Lábodi Ádám
- Lukács Dániel
- Molnár Zsuzsanna
- Nemcsák Károly
- Pikali Gerda
- Quintus Konrád
- Szabó Emília
- Szabó Gabi
- Ujréti László
- Újvári Zoltán
- Zöld Csaba

### Táncosok
- Asszú Ábel
- Horváth Ádám
- Kékesi Diána
- Vianello Julia

### Örökös tagok (2025)
- Bakó Márta
- Bodrogi Gyula
- Fehér Anna
- Galambos Erzsi
- Kocsis Judit
- Láng József
- Örkényi Éva
- Szabó Éva
- Sztankay István
- Turgonyi Pál
- Ujréti László
- Vándor Éva
- Voith Ági

### Vendégművészek (2025/2026)
- Auksz Éva
- Bergendi Áron
- Cseh Dávid Péter
- Ember Márk
- Fazekas Zsuzsa
- Feke Pál
- Galkó Balázs
- Gazdag Tibor
- Holczinger Szandra
- Jakus Szilvia
- Károlyi Krisztián
- Katona Zsolt
- Katz Zsófia
- Kékesi Gábor
- Kenderes Csaba
- Konfár Erik
- Kovalik Ágnes
- Kulcsár Viktória
- Kuna Károly
- Lux Ádám
- Makranczi Zalán
- Mihályfi Balázs
- Mucsi Zoltán
- Ottlik Ádám
- Peller Károly
- Pethő-Tóth Brigitta
- Puskás Péter
- Sári Éva
- Schlanger András
- Simon Péter
- Sinka Edina
- Szerednyey Béla
- Szulák Andrea
- Tóth Angelika
- Tóth Tibor
- Veréb Tamás

## Bemutatók
| Évad      | Szerző                                | Cím                             | Rendező         |
| --------- | ------------------------------------- | ------------------------------- | --------------- |
| 2022/2023 | F. M. Dosztojevszkij                  | A Karamazov testvérek           | Hargitai Iván   |
| 2022/2023 | Márai Sándor                          | Kaland                          | Kiss Csaba      |
| 2022/2023 | Kurt Weill - Bertolt Brecht           | Koldusopera                     | Bagó Bertalan   |
| 2022/2023 | Fenyő Miklós - Tasnádi István         | Made in Hungária                | Lengyel Ferenc  |
| 2022/2023 | Szabó Magda                           | Régimódi történet               | Hargitai Iván   |
| 2023/2024 | Willy Russel                          | Vértestvérek                    | Lengyel Ferenc  |
| 2023/2024 | Peter Shaffer                         | Equus                           | Hargitai Iván   |
| 2023/2024 | Shakespeare                           | Vízkereszt, vagy bánom is én    | Kiss Csaba      |
| 2023/2024 | Heltai Jenő                           | Naftalin                        | Hargitai Iván   |
| 2023/2024 | Ivan Menchell                         | Sírpiknik                       | Guelmino Sándor |
| 2024/2025 | Lehár Ferenc                          | Luxemburg grófja                | Szente Vajk     |
| 2024/2025 | Federico García Lorca                 | Flamenco – Vérnász              | Hargitai Iván   |
| 2024/2025 | Horace McCoy                          | A lovakat lelövik, ugye?        | Hargitai Iván   |
| 2024/2025 | Samuel Tasinaje                       | Három férfi és egy mózeskosár   | Bagó Bertalan   |
| 2024/2025 | Fábri Zoltán                          | Az ötödik pecsét                | Lengyel Ferenc  |
| 2024/2025 | Hadar Galron                          | Mikve                           | Balázs Zoltán   |
| 2025/2026 | Varga Lóránt                          | Nem én kiáltok                  | Hargitai Iván   |
| 2025/2026 | Jeanine Tesori – David Lindsay-Abaire | Shrek                           | Szente Vajk     |
| 2025/2026 | Ray Cooney – Michael Barfoot          | Az államtitkár asszony félrelép | Kovács Lehel    |
| 2025/2026 | Vajda Katalin – Fábri Péter           | Anconai szerelmesek a Balatonon | Hargitai Iván   |
| 2025/2026 | Ivan Kušan – Tasnádi István           | Fedőneve Kobra                  | Lengyel Ferenc  |

## Az épület
A színház eredetileg az 1940–1950-es években épült „munkás színház”. Bejárata és előcsarnoka részben egy lakóház földszinti és I. emeleti szintjén található, mely lakóházhoz egy nyaktaggal kapcsolódik a földszint és galéria szintekből álló színházterem. A korra jellemző a pillérvázas rendszerű tartószerkezeti kialakítása és az épület homlokzati fala mögé visszahúzott nyaktag, így annak homlokzatán – a Déryné köz felé eső oldalon – sűrű, függőleges ablakosztás készülhetett. Mind a színház, mind a csatlakozó épületrészek padlószintje a környező terepszint felett 1,15 méter magasságban készültek, így az épület minden része, a legmélyebb pinceszinten is a mértékadó talajvízszint szintje fölé került.
Vidos Zoltán és Tarján László (FŐTI) tervei alapján, kettős funkcióban építették: felső szintjei lakóházként funkcionáltak, az alsó kettő a kerületi pártbizottságnak adott helyet.
2006-ig a lakó- és irodaház épületegyüttes eredeti (1947–48 évi) építése óta hat jelentősebb átépítésen, illetve átalakításon esett át.
2017-ben hat éves korszerűsítés keretében az épület belső tereit és homlokzatát is felújították több szakaszban.

## Kapcsolódó díjak
- Józsa Imre-díj
- Sztankay István-díj
- Kaló Flórián-díj
- József Attila-gyűrű
- Fodor Imre-díj